# Чемпионат мира по конькобежному спорту на отдельных дистанциях 2015 — 5000 метров (женщины)
Соревнования в беге на 5000 метров среди женщин на чемпионате мира по конькобежному спорту на отдельных дистанциях 2015 года прошли 13 февраля на катке Тиалф в Херенвене, Нидерланды. В забегах приняли участие 12 спортсменок. 

## Медалисты
| Дистанция | Золото                  | Золото  | Серебро                      | Серебро | Бронза                    | Бронза  |
| --------- | ----------------------- | ------- | ---------------------------- | ------- | ------------------------- | ------- |
| 5000 м    | Мартина Сабликова Чехия | 6.52,73 | Карлейн Ахтеректе Нидерланды | 6.54,49 | Клаудия Пехштайн Германия | 6.56,53 |

## Результаты

### 5000 м
| Место | Участник          | Страна           | Время   | Отставание |
| ----- | ----------------- | ---------------- | ------- | ---------- |
| 1     | Мартина Сабликова | Чехия            | 6.52,73 |            |
| 2     | Карлейн Ахтеректе | Нидерланды       | 6.54,49 | 1,76       |
| 3     | Клаудия Пехштайн  | Германия         | 6.56,53 | 3,80       |
| 4     | Йорин Ворхёйс     | Нидерланды       | 7.05,64 | 12,91      |
| 5     | Ольга Граф        | Россия           | 7.07,89 | 15,16      |
| 6     | Ивани Блонден     | Канада           | 7.08,97 | 16,24      |
| 7     | Анна Чернова      | Россия           | 7.13,71 | 20,98      |
| 8     | Штефани Беккерт   | Германия         | 7.16,19 | 23,46      |
| 9     | Елена Петерс      | Бельгия          | 7.17,28 | 24,55      |
| 10    | Сёко Фудзимура    | Япония           | 7.19,44 | 26,71      |
| 11    | Мария Ламб        | США              | 7.20,42 | 27,69      |
| 12    | Ким Бо Рым        | Республика Корея | 7.39,30 | 46,57      |